# The Horribly Slow Murderer with the Extremely Inefficient Weapon
The Horribly Slow Murderer with the Extremely Inefficient Weapon (deutsch Der schrecklich langsame Mörder mit der außergewöhnlich wirkungslosen Waffe) ist ein No-Budget-Film von Richard Gale aus dem Jahr 2008. Der Film wurde insgesamt mit sieben Filmpreisen ausgezeichnet. Den wichtigsten Filmpreis gewann der Film mit dem Special Jury Prize auf dem Austin Fantastic Fest im Jahr 2008.

## Handlung
Jack Cucchiaio wird eines Tages von einem weißgeschminkten Mann mit einem Löffel geschlagen. Danach attackiert dieser Mann ihn für den Rest seines Lebens. Sämtliche Versuche von Jack wie der Besuch eines Arztes oder das Töten des Mannes scheitern. Durch diese nervliche Anspannung verliert er seine Freundin. Von einer Wahrsagerin erfährt er, dass dieser maskierte Mann eigentlich ein Geist mit dem Namen Ginosaji ist, der Jack erst in Ruhe lassen wird, wenn dieser seinen Tod gefunden hat.
Jack flieht vor diesem Geist durch die ganze Welt und versucht ihn mit zahlreichen Mitteln zu töten, was ihm allerdings nicht gelingt.

## Produktion und Veröffentlichung
Der Film wurde innerhalb von 22 Tagen mit einer digitalen Panasonic HVX200 Videokamera gedreht. Hierbei hatte der Film ein Budget von 600 US-Dollar. Die Spezialeffekte entstanden mit dem Computerprogramm Final Cut Pro. Der Film wurde durch Chaotic Rampage American Pictures in HD auf YouTube veröffentlicht. Der Film wurde später auch auf DVD veröffentlicht.

## Auszeichnungen
- 2008: Austin Fantastic Fest: Special Jury Prize
- 2009: Fant-Asia Film Festival: Best Short Film
- 2009: Puchon International Fantastic Film Festival: Citizen’s Choice Award, Grand Prize for Short Film
- 2009: Valley Film Festival: 10 Degrees Hotter Award
- 2009: Weekend of Fear: Golden Glibb[1]

Das Rue-Morgue-Magazin stufte den Kurzfilm im Jahr 2009 als besten Kurzfilm des Jahres ein.